# Diseño abierto

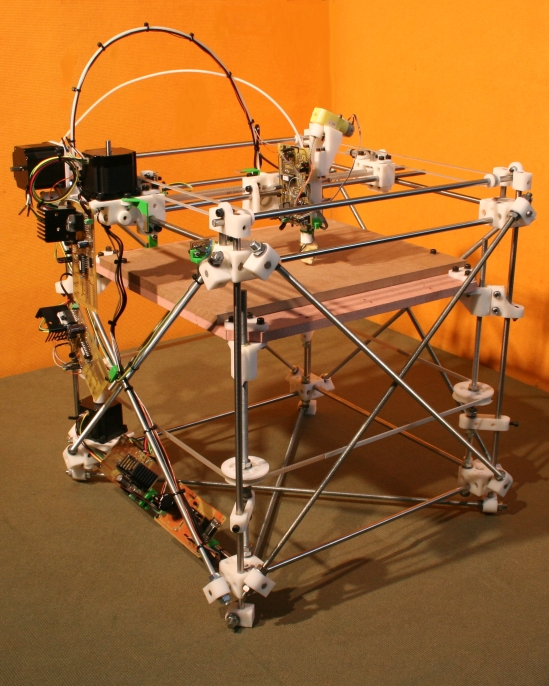
RepRap. Impresora 3D de propósito general que no solamente puede hacer estructuras y componentes funcionales para proyectos de diseño abierto sino que también es un proyecto de fuente abierta en sí mismo.

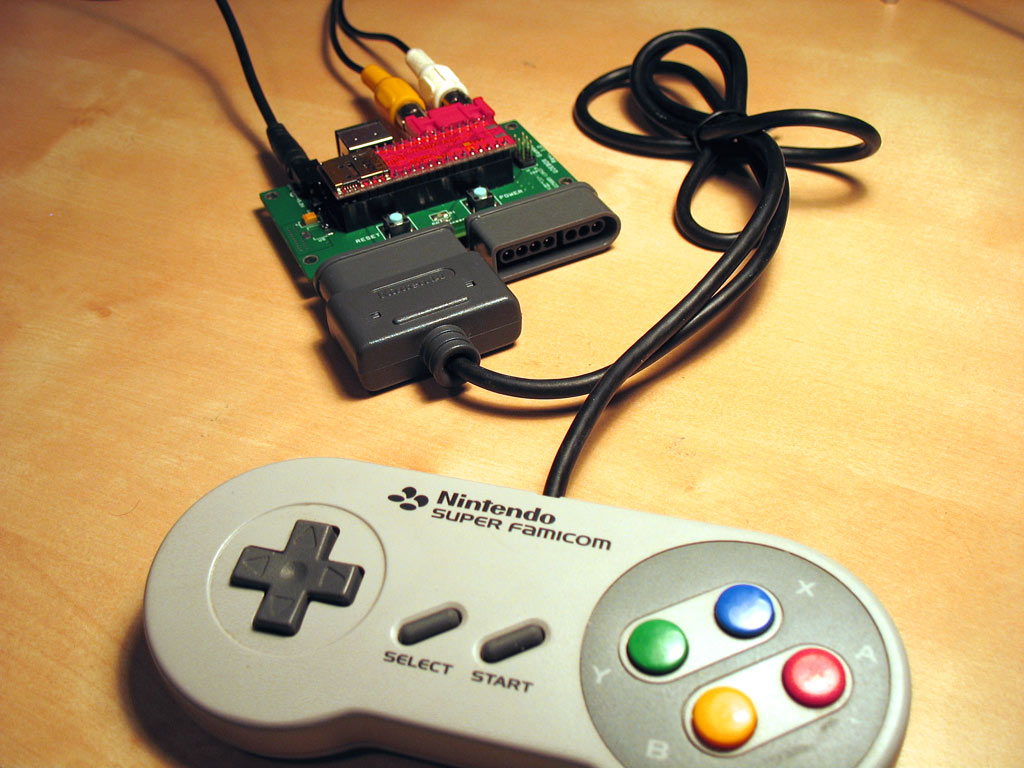
Uzebox es una consola de videojuego de diseño abierto.

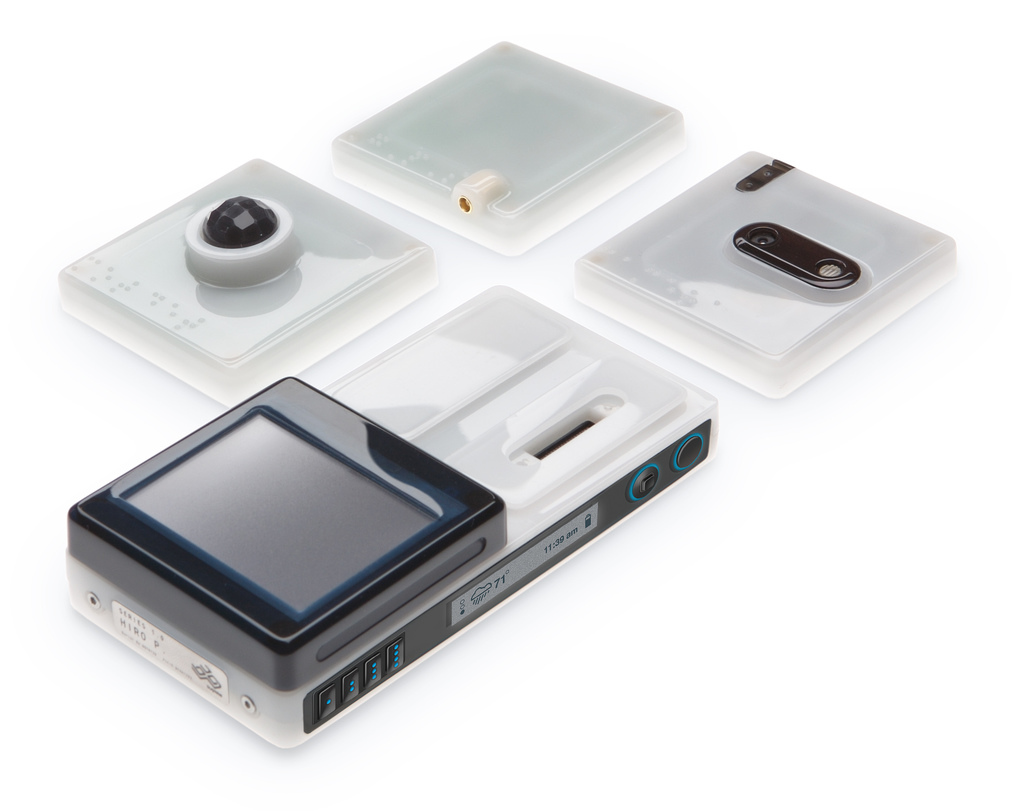
Bug Labs. Hardware de fuente abierta

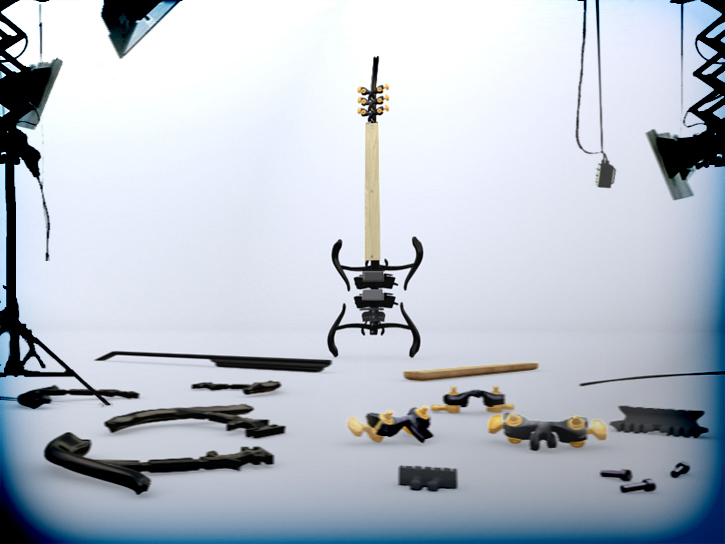
Zoybar. Kit de guitarra de fuente abierta con un cuerpo impreso en 3D

El diseño abierto o diseño libre es el desarrollo de productos físicos, máquinas y sistemas mediante el uso  de información del diseño compartida públicamente. El diseño abierto implica la realización de software libre y de código abierto (FOSS), así como también de hardware de fuente abierta. El proceso se facilita en general a través de Internet, a menudo llevándose a cabo sin compensación monetaria. Los objetivos y la filosofía son idénticos a los del movimiento de código abierto, pero aplicados en el desarrollo de productos físicos en lugar de software.

## Historia
El intercambio de información de manufactura se remonta a los siglos XVIII y XIX. Las patentes  agresivas ponen fin a ese período de intercambio extenso de conocimientos. Más recientemente, los principios del diseño abierto han estado relacionados con los movimientos de software libre y fuente abierta. En 1997 Eric S. Raymond, Tim O' Reilly y Larry Augustin establecieron la expresión "fuente abierta" como alternativa para "software libre" y en 1997 Bruce Perens publicó la definición de fuente abierta. A finales de 1998, Dr. Sepehr Kiani (doctorado en ingeniería mecánica en el MIT) se dio cuenta de que los diseñadores podrían beneficiarse de las políticas de fuente abierta, y a principios de 1999 convenció al Dr. Ryan Vallance y al Dr. Samir Nayfeh de los beneficios potenciales del diseño abierto en aplicaciones de diseño de máquinas. Juntos establecieron la Open Design Foundation (ODF) como una corporación sin fines de lucro y dispuesta a desarrollar una definición de diseño abierto.
La idea del diseño abierto fue tomada, simultánea o posteriormente, por otros grupos e individuos. Los principios de diseño abierto son muy similares a los de diseño de hardware de fuente abierta, que surgió en marzo de 1998 cuando Reinoud Lamberts, de la Universidad Técnica de Delft, propuso en su sitio de Internet "Open Design Circuits" la creación de una comunidad de diseño de hardware con el espíritu del software libre.
Ronen Kadushin acuñó el título "diseño abierto" en su tesis de maestría de 2004, y el término más adelante se formalizó en el manifiesto de diseño abierto de 2010.

## Direcciones actuales del movimiento diseño abierto
Actualmente, el movimiento de diseño abierto une dos tendencias. Por un lado, las personas aplican sus habilidades y tiempo en proyectos para el bien común, quizás donde falta la financiación o el interés comercial, para los países en desarrollo, o para ayudar a difundir tecnologías ecológicas o más baratas. Por otro lado, el diseño abierto puede proporcionar un marco para el desarrollo de proyectos y tecnologías avanzados que podrían estar más allá de los recursos de una simple empresa o país e involucrar a personas que, de lo contrario, no podrían colaborar sin el mecanismo del copyleft. Hay también una tercera tendencia, donde estos dos métodos se reúnen para usar fuente abierta de alta tecnología (por ejemplo impresión 3D) pero soluciones locales adaptables para el desarrollo sostenible.

## Diseño abierto de máquina en comparación con el software de fuente abierta
Actualmente, el movimiento de diseño abierto es bastante incipiente, pero tiene gran potencial para el futuro. En algunos aspectos, el diseño y la ingeniería incluso son más adecuados para abrir el desarrollo colaborativo de los, cada vez más comunes, proyectos de software de fuente abierta, porque con fotografías y modelos 3D, a menudo el concepto puede ser entendido visualmente. Incluso no es necesario que los miembros del proyecto hablen los mismos lenguajes para colaborar provechosamente.
Sin embargo, existen ciertas barreras a superar en el diseño abierto en comparación con el desarrollo de software, donde hay disponibles herramientas maduras y ampliamente utilizadas, y la duplicación y la distribución del código tiene un costo casi nulo. Crear, probar y modificar diseños físicos no es tan sencillo debido al esfuerzo, tiempo y costo necesario para crear físicamente el artefacto; Aunque con acceso a emergentes técnicas de fabricación, flexibles, controladas por computador, la complejidad y el esfuerzo de construcción pueden ser significativamente reducidos (ver las herramientas mencionadas en el artículo de fab lab).

## Organizaciones de diseño abierto

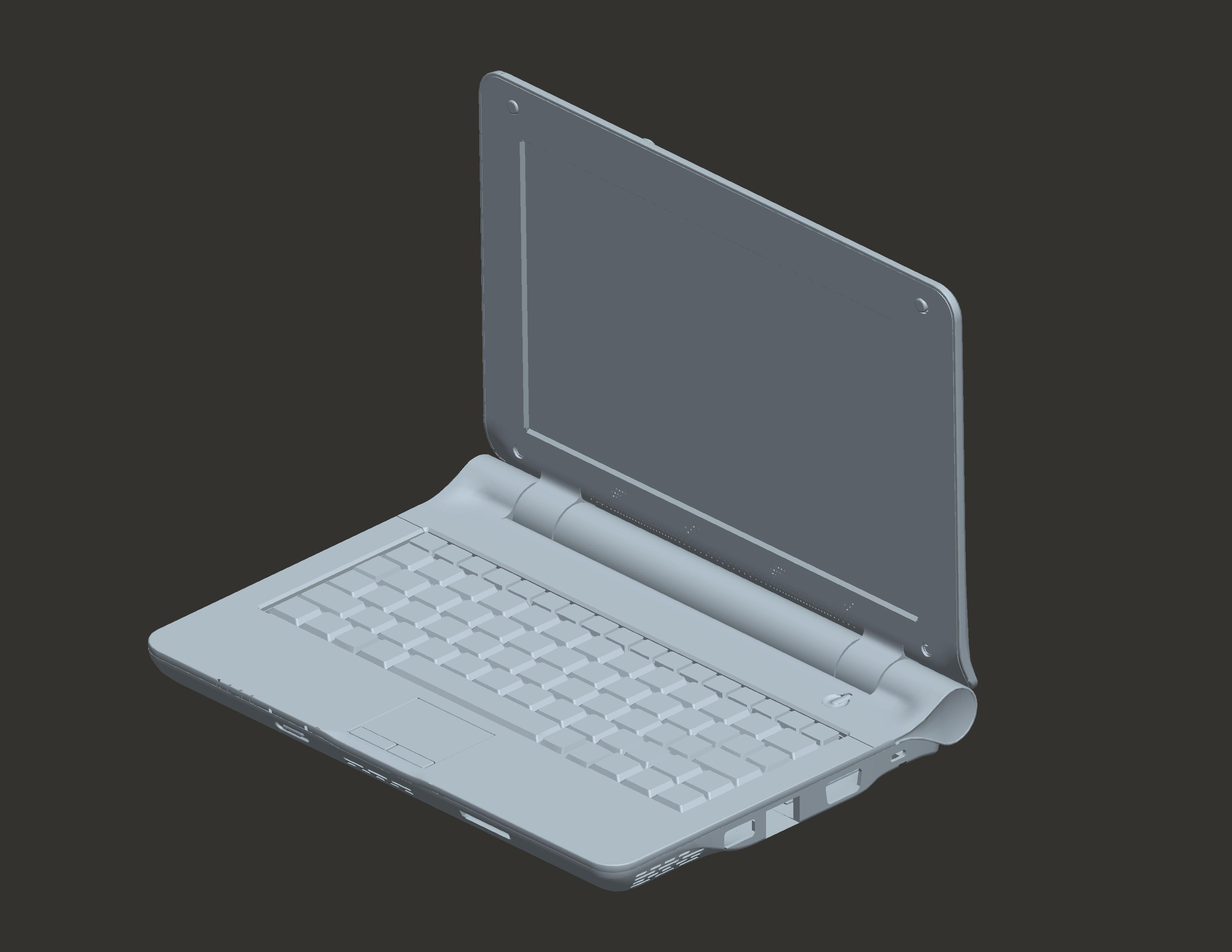
Visualización CAD del diseño de referencia del VIA OpenBook

Actualmente, el diseño abierto es un movimiento incipiente que consta de varias iniciativas no relacionadas o poco relacionadas. Muchas de estas organizaciones son proyectos individuales financiados, mientras que algunas organizaciones están enfocadas en un área que necesita desarrollo. En algunos casos las organizaciones están haciendo un esfuerzo para crear un repositorio centralizado de diseño de fuente abierta ya que esto permite la innovación (por ejemplo Thingiverse en diseños en 3D imprimibles o Appropedia en Open source appropriate technology (tecnología apropiada de fuente abierta).
- ALL Power Labs: se enfoca en hacer diseños abiertos para energía de biomasa
- Appropedia
- AguaClara, un grupo de ingeniería de fuente abierta en la Universidad de Cornell que publica una herramienta de diseño y diseños CAD para plantas de tratamiento de agua
- Universidad de Cornell University; la organización detrás de Factory@Home
- Elektor[16]
- Instructables
- Local Motors
- LittleBits[17]
- STEMpedia[18]
- Myoo Create[19]
- One Laptop Per Child, un proyecto para dar a cada niño en los territorios en desarrollo un computador laptop con hardware y software abierto
- OpenCores
- Open_Architecture_Network
- Open Design Alliance
- Open Hardware and Design Alliance (OHANDA)
- Open Source Ecology[20]
- Pearce Research Group: se enfoca en diseños abiertos de ingeniería eléctrica
- Public Laboratory for Open Technology and Science (PLOTS)[21]
- P2P Open Design Network[22]
- Thingiverse
- VOICED
- La red de VIA OpenBook tiene archivos CAD para el diseño licenciados bajo la licencia Creative Commons Attribution Share Alike 3.0 Unported License
- Plataforma El Recetario  Soluciones constructivas para el Hábitat a partir de residuos.